# Stanislaŭ Drahun

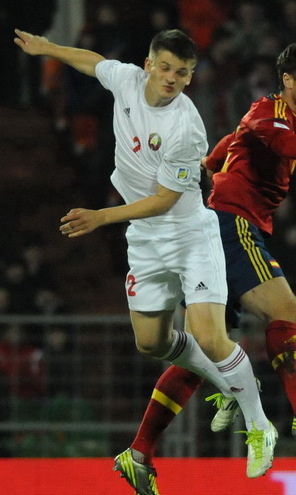
Stanislaŭ Drahun.

Stanislaŭ Eduardavitj Drahun (belarusiska: Станіслаў Эдуардавіч Драгун; ryska: Станислав Эдуардович Драгун, Stanislav Eduardovitj Dragun), född 4 juni 1988 i Minsk, Vitryska SSR, Sovjetunionen (nuvarande Vitryssland), är en vitrysk fotbollsspelare (mittfältare) som för närvarande spelar för FC Orenburg.